# William Conyngham Greene

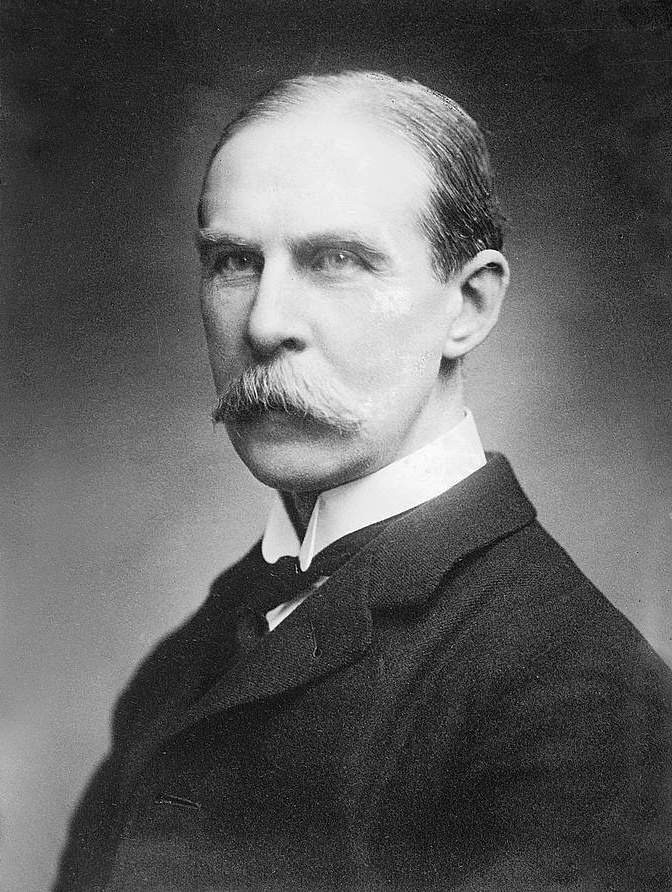
Sir William Conyngham Greene

Sir William Conyngham Greene KCB, GCMG, PC (* 29. Oktober 1854 in Dublin; † 30. Juni 1934) war ein britischer Diplomat.

## Leben
William Conyngham Greene war der Sohn von Louisa Plunkett und B.J. Greene. Er studierte an der Harrow School, Pembroke College, Oxford. Am 9. Oktober 1877 trat er in den auswärtigen Dienst. Er wurde in Athen, Stuttgart, Darmstadt, Den Haag und Brüssel beschäftigt. 1884 heiratete er Lily Frances Stopford. Sie hatten eine Tochter und zwei Söhne.
1894 war er Geschäftsträger in Teheran. Von 25. August 1896 bis 11. Oktober 1899 war er britischer Agent Pretoria in der Südafrikanischen Republik.
Nach seiner Mission dort fand dort der Zweite Burenkrieg statt. 1900 wurde er als Knight Commander des Order of the Bath zum Ritter geschlagen.
Von 1901 bis 1905 war er außerordentlicher Gesandter und Ministre plénipotentiaire in Bern. 1905 war er außerordentlicher Gesandter und Ministre plénipotentiaire in Bukarest. Von 1910 bis 1912 war er außerordentlicher Gesandter und Ministre plénipotentiaire in Kopenhagen. 1914 wurde er als Knight Grand Cross in den Order of St Michael and St George aufgenommen.